# Arqueología Medieval
La arqueología medieval es el estudio de la humanidad a través de su cultura material, especializándose en el período de la Edad Media europea. En su forma más amplia, el período se extiende desde el siglo V hasta el XVI y se refiere a restos postromanos pero premodernos. El período cubre la agitación causada por la caída del Imperio Romano Occidental y culturas como los vikingos, los sajones y los francos. Los arqueólogos a menudo se especializan en estudiar la Alta Edad Media (período de migración) o la Plena Edad Media y la Baja Edad Media, aunque muchos proyectos y profesionales se mueven a través de estos límites cronológicos.
El estudio de la arqueología medieval a menudo se centra en tipos específicos de patrones de asentamiento, distinguiéndose entre arqueología rural y urbana, así como la arqueología de la guerra o de la religión y la muerte.

## La arqueología medieval y el caso de España

### Orígenes franceses
Los orígenes de la arqueología medieval como especialidad  de la arqueología se remontan a Francia en el XIX, cuando las obras literarias de la corriente romántica volvieron a poner de moda las ruinas góticas, relegadas durante mucho tiempo. En 1834, Arcisse de Caumont fundó la Sociedad Francesa para la Conservación y Descripción de Monumentos, cuyo objetivo era inventariar los monumentos de interés histórico. Al mismo tiempo, Prosper Mérimée fue nombrado inspector general de Monumentos Históricos y Eugène Viollet-le-Duc llevó a cabo las restauraciones de los principales monumentos de arquitectura religiosa o fortificada, como la Catedral de Notre-Dame de París o la Ciudadela de Carcasona. Sin embargo, se trataba sobre todo de una cuestión de arqueología monumental mucho más cercana a la historia del arte y de la arquitectura que a la excavación arqueológica.
La arqueología de los períodos medievales realmente experimentó un resurgimiento de interés a partir de las décadas de 1960 y 1970, cuando los historiadores medievales se interesaron más por los restos arqueológicos, en paralelo con las importantes obras de remodelación de los centros de las ciudades, la destrucción de restos antiguos provocando el establecimiento de importantes excavaciones arqueológicas urbanas. Correlativamente, las bases de la arqueología medieval fueron puestas por quienes hoy se consideran los refundadores de la disciplina: Michel de Boüard, seguido por Gabrielle Démians d'Archimbaud y Jean-Marie Pesez, en el marco de la investigación sobre las zonas residenciales en los castillos y los pueblos desiertos.
En Francia, la arqueología medieval se encuentra ahora en gran medida, junto con los períodos antiguo y protohistórico, en las excavaciones realizadas como parte de la arqueología preventiva. La arqueología medieval también se enseña en muchas universidades francesas.
A diferencia de los períodos más antiguos de la historia francesa (protohistoria y antigüedad romana), la arqueología medieval se basa con frecuencia en el estudio paleográfico de fuentes de archivo: textos y planos medievales y modernos. También está interesada en los restos conservados sobre el suelo, a través de la arqueología de la construcción. Así, a la búsqueda del edificio desaparecido se suma el estudio del edificio existente que en ocasiones revela nuevos elementos (antiguos revestimientos, murales, vestigios ocultos, etc.) de los edificios existentes, permitiendo comprenderlos mejor a nivel histórico, arquitectónico, religioso o social.

### Reino Unido y Alemania
En el Reino Unido, la Sociedad de Arqueología Medieval fue fundada en 1957. Para celebrar su 50 aniversario, varias publicaciones examinaron la historia de la sociedad y la subdisciplina. El libro Arqueología medieval de Christopher Gerrard de 2003 también traza el movimiento en el Reino Unido desde el anticuario, pasando por el medievalismo victoriano, hasta el surgimiento de la arqueología medieval como una subdisciplina en el siglo XX.
En Alemania, después de comienzos individuales en el siglo XIX, hubo un aumento en el desarrollo, especialmente en la década de 1960, lo que condujo al establecimiento de la preservación de monumentos en algunos estados federales y al establecimiento de una cátedra en la Universidad de Bamberg. Además de geógrafos e historiadores del arte, los prehistoriadores participaron en el desarrollo del tema, que ha dado forma al método y la teoría hasta el día de hoy. Desde 1973, existe una revista especializada separada, la Zeitschrift für Archäologie des Mittleren (Revista de Arqueología de la Edad Media), que, sin embargo, se basa en la iniciativa privada de los editores. La Sociedad Alemana de Arqueología de la Edad Media y los Tiempos Modernos (DGAMN) también publica su boletín como revista especializada. En 1987 Günter P. Fehring publicó  Einführung in die Archäologie des Mittelalters (Introducción a la arqueología medieval).

### España
En España su desarrollo ha tenido lugar especialmente a partir de la década de 1980, cuando empezaron a celebrarse los primeros Congresos de Arqueología Medieval Española, y cuando se publicó la primera reflexión teórica por parte de Miquel Barceló, Arqueología Medieval, en las afueras del medievalismo (1988).

## El mundo campesino
El patrón de los asentamientos rurales medievales a menudo es bastante diferente al de los pueblos de la época moderna. Esto es cierto en términos de arquitectura, contorno de los asentamientos y estructura social.

## Arqueología urbana
Hay un amplio espectro de asentamientos preurbanos y urbanos en la Edad Media (por ejemplo, lugares de comercio de la Alta Edad Media en el Mar del Norte y el Mar Báltico, antiguas ciudades romanas y fundaciones de pueblos de la Baja Edad Media).
Los estructuras sociales y sus cambios socioculturales se estudian principalmente en este ámbito.
La arquitectura civil tuvo gran importancia en la Edad Media, aunque el tiempo ha borrado mayor parte de su legado material en comparación con la arquitectura religiosa. En España y en el resto de Europa hubo fastuosos palacios, como el castillo-palacio de Benavente, del que solo se conserva la llamada Torre del Caracol, o el palacio del Infantado de Guadalajara. Asimismo, en España se han conservado numerosos edificios medievales destinados a la enseñanza (colegios, universidades), antiguas casas consistoriales, o el conjunto de lonjas de comercio que se levantaron en Sevilla y en las ciudades mercantiles del Mediterráneo (Barcelona, Tortosa, Palma, Valencia).

### El palacio medieval
En la España medieval hubo gran cantidad de palacios, aunque muchos han desaparecido. Se han conservado, no obstante, importantes palacios reales pertenecientes tanto a la cultura cristiana como a la musulmana. El palacio real medieval por excelencia es la Alhambra musulmana, hermanada históricamente con el cristiano Real Alcázar de Sevilla. Ambos complejos palatinos fueron construidos casi al mismo tiempo y se han conservado gracias a la voluntad de sucesivos reyes que se ocuparon de mantenerlos y ampliarlos. Estos dos casos de palacios medievales son extraordinarios por haber mantenido sus fábricas originales sin dejar nunca de estar ligados a la monarquía. Otros palacios que han logrado llegar hasta nuestros días, en mayor o menor medida, lo han conseguido gracias a su reutilización como conventos.

## Arqueología de la guerra

### Castillos
Estudio de la edificación más propia de la Edad Media, el castillo; lugar fuerte, cercado de murallas, baluartes, fosos y otras fortificaciones.

## Arqueología de la religión y la muerte

### Iglesias y monasterios
En diferentes lugares se han producido a lo largo de la historia 
una  disolución de monasterios, que dejó muchos edificios monásticos abandonados. Donde los monasterios han sobrevivido o se han convertido para otros usos, también se ha aplicado la arqueología de edificios para estudiar su historia. Los monasterios medievales a menudo poseían grandes propiedades y el estudio de los paisajes monásticos es un área de investigación especializada.